# Amado Azar
Amado Azar (31. december 1913 – 1971) var en argentinsk bokser som deltog i de olympiske lege 1932 i Los Angeles.
Azar vandt en sølvmedalje i boksning under OL 1932 i Los Angeles. Han kom på en anden plads i vægtklassen, mellemvægt, i finalen hvor han tabte til amerikanske Carmen Barth. Der var ti boksere fra ti lande som stillede op i vægtklassen som blev afviklet fra 9. august til 13. august 1932.